# Capability Maturity Model Integration
Capability Maturity Model Integration, CMMI, är en metod för att utvärdera, certifiera och förbättra kvaliteten på användningen av utvecklingsprocessen hos mjukvaruorganisationer. Förväxla inte CMMI med CMM. CMMI bedömer hur väl organisationen följer utvecklingsprocessen, medan CMM bedömer hur bra utvecklingsprocessen är.
CMMI togs fram av Carnegie Mellon University i USA under 2005, som en kombination av tre separata tidigare modeller.
- CMM for Software, version 2.0 draft C (SEI 1997b)
- Systems Engineering Capability Model (EIA 1998)
- Integrated Product Development CMM (SEI 1997a)

Modellen förvaltas av Software Engineering Institute (SEI) vid universitetet.
CMMI definierar fem mognadsnivåer som anger nivån av kvalitetskontroll och vilka mekanismer som har införts i organisationen för att säkra kvaliteten:
- Nivå 1 (Initial - begynnande): Företaget har ingen standardiserad process (arbetssätt) för utveckling av mjukvara. Det saknas också projektuppföljning, som skulle kunna hjälpa till att göra säkrare skattningar av kostnader och löptider för framtida projekt. Målet för detta steg är att få grundläggande kontroll över tidplaner och kostnader.
- Nivå 2 (Repeatable - upprepbar): Företaget har installerat processer för konfigurationshantering, men för övrigt brukar alla projekt drivas enligt projektledarens eget tycke, med viss koordination. Grundläggande statistisk uppföljning görs av åtaganden, kostnader, tidplaner och förändringar.
- Nivå 3 (Defined - definierad): Företaget har definierat en uppsättning av processer och standarder för hela organisationen och tillämpar dessa.
- Nivå 4 (Managed - förvaltad): Företaget utför omfattande mätningar och analyser på effektiviteten och kvaliteten hos sina processer i olika projekt.
- Nivå 5 (Optimized - optimerad): Företaget följer upp trender i effektiviteten och kvaliteten genom tiden och ständigt förbättrar (optimerar) sina processer och organisation.

CMMI definierar även olika aktiviteter för att klättra i nivåerna.